# Lionel de Castellane-Majastres
Lionel Boniface de Castellane-Majastres márki (Gardegan-et-Tourtirac, 1891. szeptember 29. – Béziers, 1965. november 29.) olimpiai ezüstérmes francia tőrvívó, úszó, borász.